# Caffè Florian

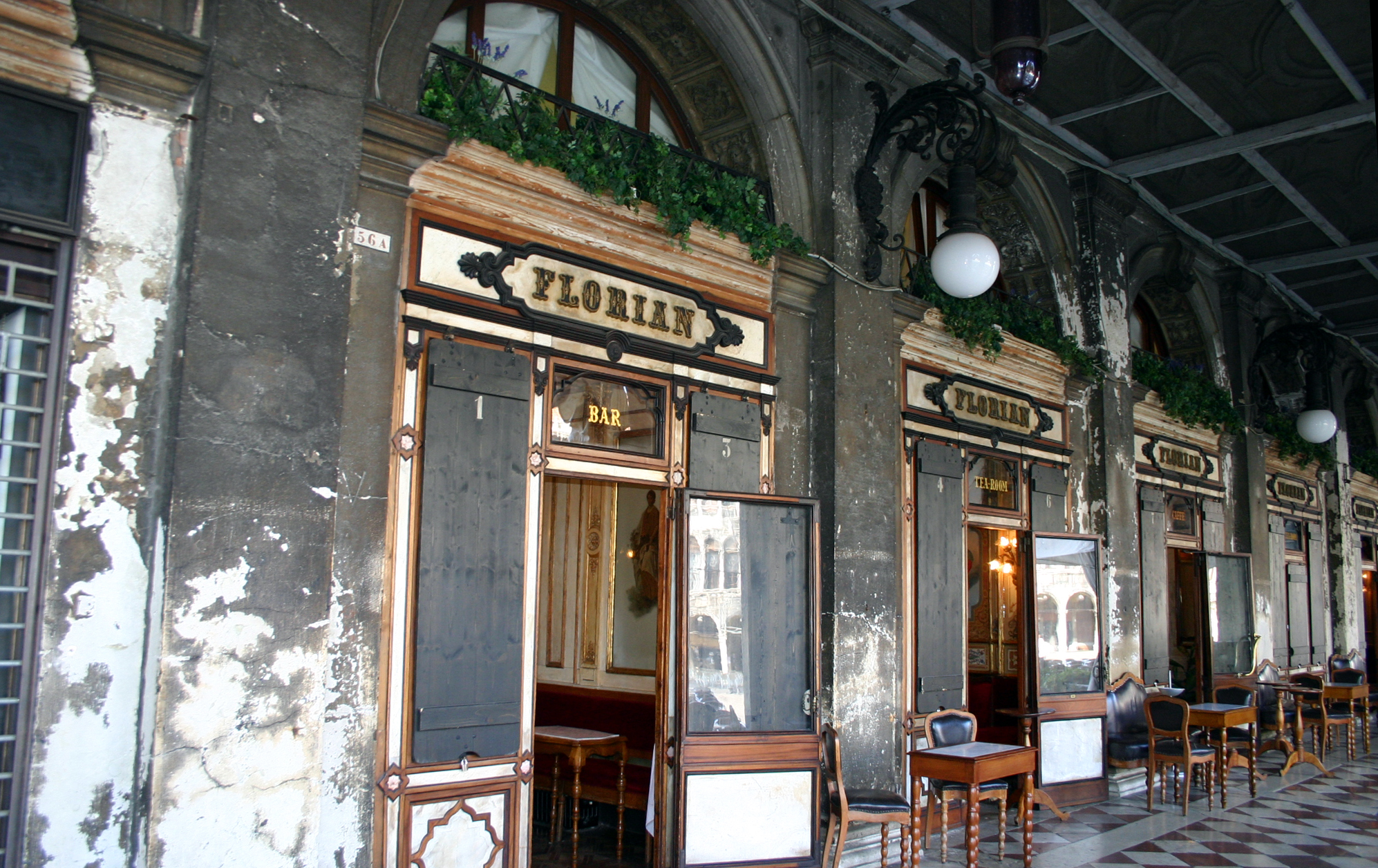
Caffè Florian

Caffè Florian este o cafenea istorică din orașul Veneția, situate sub arcadele Procurațiilor Noi din Piața San Marco.

## Istoric
Este cea mai veche cafenea italiană și reprezintă totodată unul dintre simbolurile orașului lagunar. Inaugurată la 29 decembrie 1720 de Floriano Francesconi sub numele de Alla Venezia Trionfante, a fost imediat redenumită "Florian", numele proprietarului în dialectul venețian. De atunci, ea a funcționat neîntrerupt, devenind o destinație preferată a venețienilor, precum și a turiștilor italieni și străini.
Cafeneaua a fost frecventată de persoane notabile precum dramaturgul Carlo Goldoni și aventurierul Giacomo Casanova, care era atras de faptul că Caffè Florian era singura cafenea care permitea accesul femeilor și putea să curteze aici doamnele din înalta societate. Vizitatori frecvenți au devenit apoi Gasparo Gozzi, Giuseppe Parini, Silvio Pellico, Lord Byron, Ugo Foscolo, Charles Dickens, Goethe, Rousseau, Marcel Proust sau Gabriele d'Annunzio.  A fost unul dintre puține locuri unde putea fi cumpărată Gazzetta Veneta (ziarul lui Gasparo Gozzi) și s-a transformat de asemenea într-un loc de întâlnire pentru persoane din diferite clase sociale. La mijlocul secolului al XVIII-lea, cafeneaua și-a extins spațiul la patru încăperi. 
Cafeneaua Florian a fost restaurată de arhitectul Ludovico Cadorin în secolul al XIX-lea și are mai multe camere bogat decorate diferit una de alta: între ele există, de exemplu, sala orientală, denumit astfel datorită picturilor murale de femei orientale.
În timpul revoltei din 1848, condusă de Niccolò Tommaseo și Daniele Manin, cafeneaua a devenit spital pentru răniți.
Ca și alte cafenele situate în Piața San Marco, vizitatorii sunt întreținuți de o mică orchestră. Acompaniamentul muzical presupune, totuși, o taxă suplimentară adăugată la nota de plată.

## Imagini

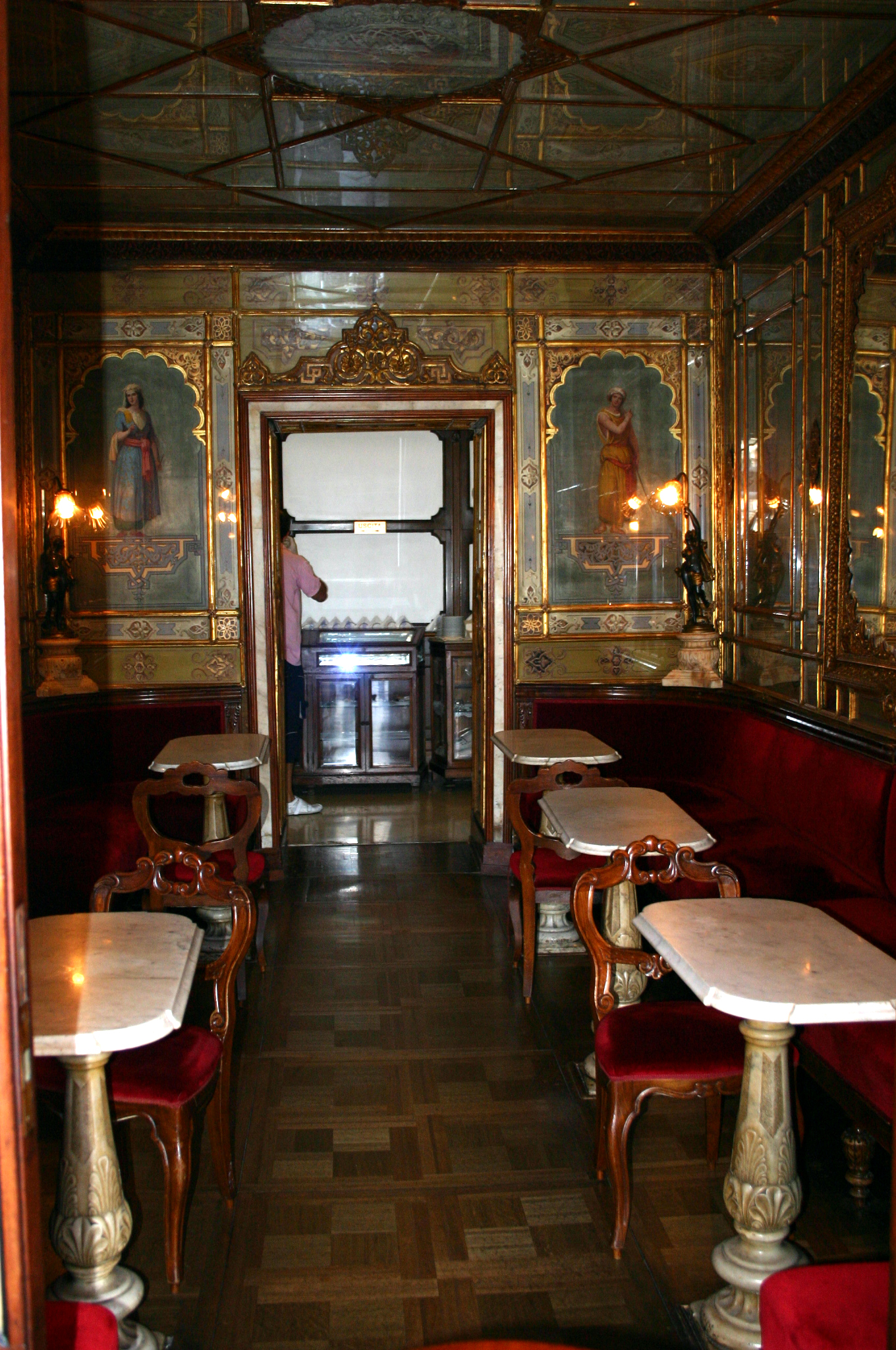
Sală interioară
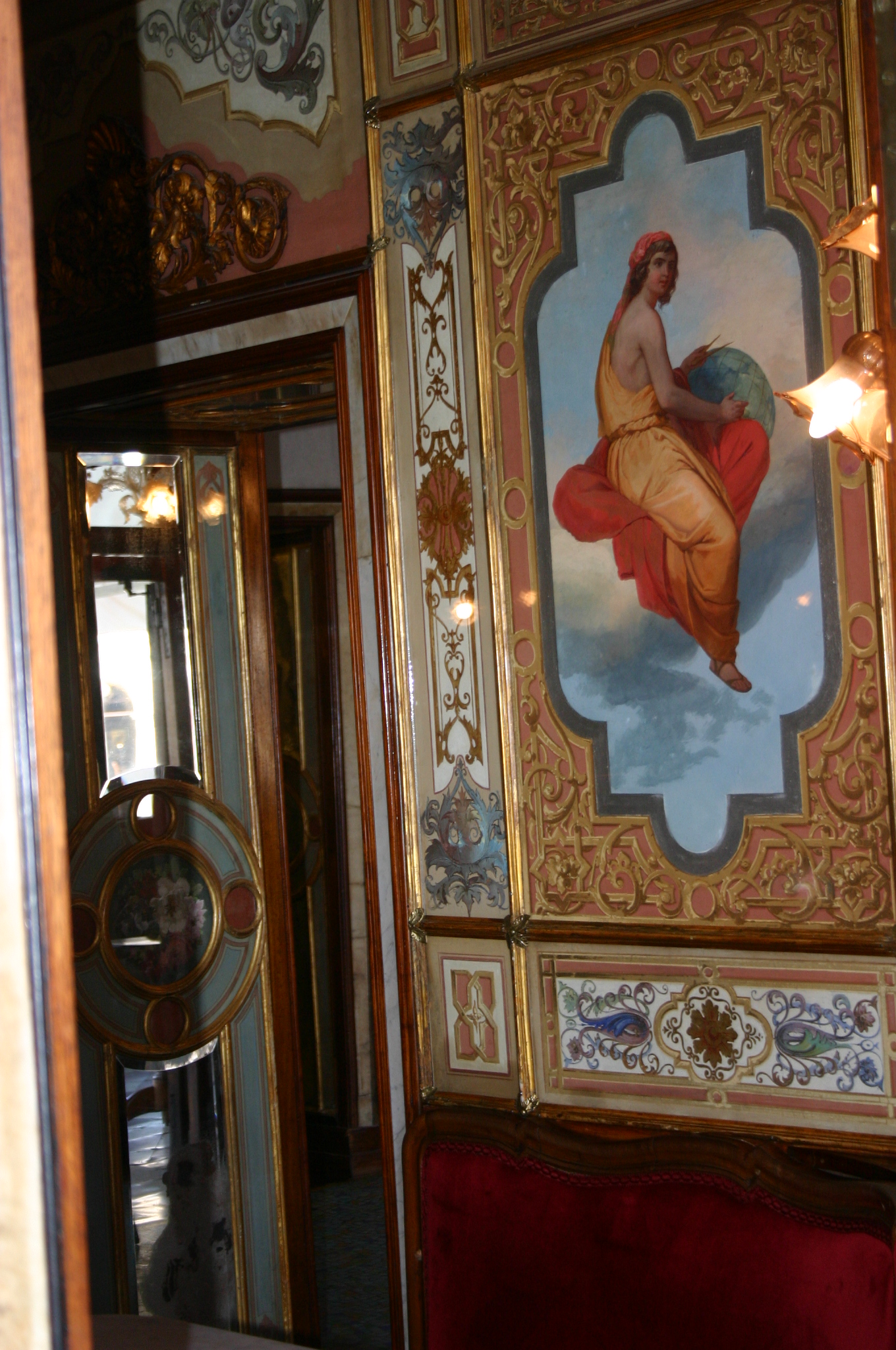
Sală interioară